# Distigmoptera schwarzi
Distigmoptera schwarzi är en skalbaggsart som beskrevs av Blake 1943. Distigmoptera schwarzi ingår i släktet Distigmoptera och familjen bladbaggar. Inga underarter finns listade i Catalogue of Life.